# Primeira Igreja Presbiteriana do Recife
A Primeira Igreja Presbiteriana do Recife (PIPR) é uma igreja federada da Igreja Presbiteriana do Brasil, sob a jurisdição do Presbitério de Pernambuco e do Sínodo do Pernambuco.

## História

### Início
Em 15 de janeiro de 1873, John Rockwell Smith, missionário presbiteriano estadunidense, chegou ao Recife, com o intuito de propagar o Protestantismo na região. O missionário foi enviado pela Igreja Presbiteriana dos Estados Unidos, após sua graduação no Seminário Teológico União, em Richmond, Virginia. O missionário informou a missão em sua primeira carta que o trabalho evangelístico já havia começado pelo trabalho de Manoel José da Silva Viana, colportor, ligado a Robert Kalley.
O Catolicismo Romano ainda era a religião oficial do Império do Brasil. Smith visitou então o Presidente da Província de Pernambuco, que autorizou a pregação, bem como a venda de bíblias, desde que fosse feito em residências particulares e não edifícios próprios de igrejas. Em 10 de agosto de 1873, foi pregado o primeiro sermão, na presença de 13 pessoas (10 adultos e 3 crianças).
O missionário iniciou um trabalho de pregação em uma casa, tornou-se professor de inglês, tendo organizado a Igreja Presbiteriana de Pernambuco (que posteriormente passou a chamar-se de Primeira Igreja Presbiteriana do Recife) em 1878, com 12 membros convertidos do Catolicismo Romano. A igreja se reunia inicialmente na Rua do Imperador Pedro II, no bairro de Santo Antônio, mudando-se posteriormente para a Rua da Concórdia, quando os membros construíram um templo de pedra e cal, em estilo semelhante ao da Igreja Evangélica Congregacional Pernambucana (IECP). O missionário enfrentou oposição ao seu trabalho, sobretudo por parte do frade capuchinho Frei Celestino. Smith e Celestino publicaram textos em sobre a fé, em forma de debate. Através dos debates Juventino Marinho converteu-se também ao Protestantismo em 1895, sendo posteriormente ordenado pastor.
Em 1888, foi organizada no Brasil a Igreja Presbiteriana do Brasil em um sínodo, reunindo todas as igrejas e missões presbiterianas do país. Na época, a denominação era formada por 3 presbitérios, 60 igrejas, 20 missionários e 12 pastores.
Até 1892 já haviam sido organizadas cinco igrejas presbiterianas na cidade e o Presbitério de Pernambuco, ano em que o Rev. John Rockwell Smith foi transferido para Nova Friburgo (Rio de Janeiro), para trabalhar na formação de pastores e dirigir o Seminário Presbiteriano do Sul. Em 1918 o missionário faleceu.

### Saída e volta para a IPB
Na década de 1950, alguns conflitos atingiram a Primeira Igreja Presbiteriana de Recife. O Rev. Israel Furtado Gueiros acusou líderes do Seminário Presbiteriano do Norte de apoio ao ecumenismo e modernismo. Em resposta, o pastor foi deposto pelo Presbitério em 1956, mas fundou outro seminário na região e uma nova denominação, a Igreja Presbiteriana Fundamentalista do Brasil.
Na época, a PIPR tornou-se a igreja-mãe da nova denominação, formando uma divisão que originou a hoje chamada Igreja Presbiteriana do Recife, também conhecida como Igreja Presbiteriana do Cais José Mariano. Posteriormente, contudo, a igreja local voltou a Igreja Presbiteriana do Brasil, passando por diversos templos nos bairros de Santo Antônio, Boa Vista e finalmente no bairro das Graças, se fixando no atual endereço desde o ano de 1994.

## Atualidade
Em 2017 a igreja inaugurou novo edifício, e foi a sétima igreja local federada da Igreja Presbiteriana do Brasil com maior arrecadação.
A igreja tem atualmente 4 pastores. O Rev. Cláudio Henrique Albuquerque é o pastor titular. O Rev. Luciano Nascimento e Rev. Joselito Gomes são pastores auxiliares, juntamente com o Rev. Augustus Nicodemus Lopes. O último é conhecido pela atuação como teólogo, escritor e conferencista. Além disso, é vice-presidente do Supremo Concílio da Igreja Presbiteriana do Brasil.
A igreja também faz parte da organização do Encontro da Fé Reformada Nordeste, um dos maiores eventos teológicos direcionados ao público calvinista do Brasil.